# 川普蛾
川普蛾（學名：Neopalpa donaldtrumpi）是旋蛾科Neopalpa屬的一種蛾，分布於美國加利福尼亞州南部與墨西哥下加利福尼亞州。本種於2017年由加拿大昆蟲學家瓦里克·纳扎里（Vazrick Nazari）描述發表，因其頭部黃白色的鱗片與甫當選美國總統的唐納·川普髮型相似而得名。

## 分類
Neopalpa屬於1998年由捷克昆蟲學家達利博爾·波沃爾尼描述發表，當時為單型屬，僅有Neopalpa neonata一種。約二十年後，伊朗裔加拿大昆蟲學家瓦里克·纳扎里（Vazrick Nazari）檢視了博哈特昆蟲博物館中該物種的標本，認為某些標本應獨立為一新種，因此於2017年1月發表了本種，以其頭部黃白色的鱗片與甫當選美國總統的唐納·川普髮型相似，而以川普之名為其種小名。纳扎里亦在論文中表示希望以此命名吸引大眾對北美洲微型動物相多樣性與棲地保護的關注。

## 形態

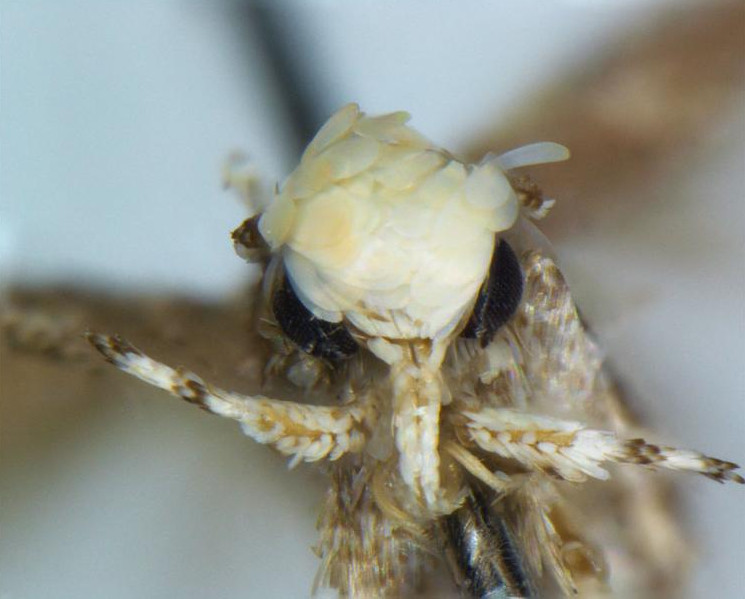
川普蛾的頭部覆有黃白色的鱗片

川普蛾雌蛾與雄蛾的翅膀花色沒有明顯差別，前翅大致為橘黃色，長約4毫米，前緣有深棕色的斑紋；後翅顏色較淡，邊緣顏色較深；其頭部覆有黃白色的鱗片；觸角長度約為前翅長的三分之二，觸角根覆有黃色與淺棕色的鱗片；下唇鬚向上彎曲並有環紋。同屬的N. neonata前翅顏色則較深，為深棕色或灰棕色；頭部鱗片的尖端顏色較深；雄性生殖器較本種的大；雌性與雄性生殖器的形狀皆與本種的稍有差異。

## 分布
川普蛾僅分布於美國加利福尼亞州南部的河濱郡、因皮里爾郡以及墨西哥下加利福尼亞州的北部。N. neonata在加州與下加利福尼亞州各地皆有分布。

## 外部連結
- Neopalpa donaldtrumpi （页面存档备份，存于） at BOLD (Barcode of Life Data Systems)